# Detective Knight: Rogue
Pour l’article homonyme, voir Rogue.
Série
Detective Knight: Redemption
(2022)
Pour plus de détails, voir Fiche technique et Distribution.
Detective Knight: Rogue est un film américain réalisé par Edward John Drake, sorti en 2022.
Il connait deux suites : Detective Knight: Redemption (2022) et Detective Knight: Independence (2023).
Il s'agit de l'un des derniers films de Bruce Willis, après sa retraite en raison d'une aphasie.

## Synopsis
Alors qu'Halloween approche, un braquage tourne mal et une fusillade éclate entre les malfrats masqués et la police. Après avoir appris que son coéquipier est entre la vie et la mort, l'inspecteur James Knight (Bruce Willis) les traque entre Los Angeles et New York.

## Fiche technique
- Titre original et français : Detective Knight: Rogue
- Titre de travail : Knight
- Réalisation : Edward John Drake (en)
- Scénario : Edward John Drake et Corey Large (en)
- Musique : Scott Currie
- Photographie : Laffrey Witbrod
- Montage : Justin Williams
- Production : Randall Emmett, George Furla et Corey Large
- Sociétés de production : Emmett/Furla Oasis, BondIt Media Capital et Buffalo 8 Productions
- Société de distribution : Lionsgate
- Pays de production :  États-Unis
- Langue originale : anglais
- Format : couleur - 2,39:1
- Genre : action
- Dates de sortie :
  - États-Unis : 21 octobre 2022 (sortie limitée et vidéo à la demande)
  - France : 3 janvier 2023 (DVD)

## Distribution
- Bruce Willis (VF : Stefan Godin) : l'inspecteur James Knight
- Lochlyn Munro : Eric Fitzgerald
- Jimmy Jean-Louis : Godwin Sango
- Corey Large (en) : Mercer
- Trevor Gretzky : Mike Rochester
- Keeya King : Nikki Sykes
- Miranda Edwards : Anna Shea
- Beau Mirchoff : Casey Rhodes
- Johnny Messner : Brigga
- Michael Eklund : Winna
- Hunter Daily : Lily
- Cody Kearsley (en) : Dajon
- Paul Johansson : Ricky Conlan
- Dax Campbell : Quinn
- Jessica Rose : Bonnie Parker
- Scott Cargle : Sean Beston

 Source et légende : version française (VF) sur RS Doublage

## Production

### Développement
En octobre 2021, Bruce Willis est annoncé dans un film d'action intitulé Knight,,. Il est précisé que le film sera écrit et réalisé par Edward John Drake (en) et produit par Randall Emmett et George Furla,.

### Tournage
Le tournage débute à Las Cruces au Nouveau-Mexique le 25 octobre 2021. Il s'agit du premier film tourné dans cet État depuis l'accident de tir à Santa Fe sur le tournage de Rust. En raison de l'incident, la production a décidé d'abandonner l'utilisation de balles à blanc. Dans une interview pour la télévision, le réalisateur Drake déclare : « Cela signifie beaucoup plus de travail en postproduction pour que le film rende ces armes réalistes, ce que les balles à blanc sont censées faire, donc cela a augmenté certains coûts là-bas, mais ils étaient plus que disposés et heureux d'apporter ces changements à assurer la sécurité de tous. ».
Les prises de vues ont ensuite lieu à Vancouver, en novembre et décembre 2021,. Le tournage s'achève en janvier 2022.

## Suites
Le film connait deux suites, tournées en simultané. Detective Knight: Redemption sort fin 2022, peu après le premier film. Detective Knight: Independence sortira en 2023.